# 开平镇
开平镇，是中华人民共和国河北省唐山市开平区下辖的一个行政建制镇。
历史上，开平镇是开平区的前身，它与稻地镇、倴城镇和榛子镇并称冀东四大名镇。清朝时，属滦州。

## 行政区划
开平镇下辖以下地区：
一街村、二街村、三街村、四街村、五街村、六街村、七街村、赵庄村、丰山村、马路村、马家沟村、前屈村、中屈村、小屈村、前陡河村、后陡河村、后屯村、上村、耿家营村、半壁店村、国各庄村、欢套村、石泉庄村、大岔道村、岔道村、陈庄村、西帅甲村、东帅甲村、马大寨村、石家庄村、聂各庄村、东八里村、中八里村和西八里村。